# Clara Peya
Clara Peya (Palafrugell, 6 de abril de 1986) es una pianista y compositora catalana. 
Dirige la compañía teatral Les Impuxibles junto con su hermana Ariadna Peya. Recibió el Premio Nacional de Cultura de Cataluña en 2019, por su trayectoria musical y compromiso social, siendo con 33 años la ganadora más joven de la historia de este galardón.

## Biografía
Peya, hija de padre y madre médicos, estudió piano con su hermana por empeño de su madre. Ariadna, la hija mayor, abandonó esta práctica a los 16 años, mientras que Clara continuó los estudios.
Ingresó en el centro ESMUC (Escuela Superior de Música de Cataluña) a los 15 años y en 2007 se licenció en piano clásico. Posteriormente estudió jazz moderno en el Taller de Músics de Barcelona. 
Peya comienza a grabar discos con 23 años y a los 32 ya tiene publicados ocho discos bajo su nombre. Ha desarrollado su estilo propio y en los últimos años no utiliza partituras, sino que toca de memoria. Ha tocado con diferentes formaciones por toda España, México, Francia, Inglaterra y Rusia. 
En 2019 publicó A A (Analogia de l'A-mort), su primer trabajo tocando solo el piano y que tuvo un único concierto con público presente.

### Proyectos grupales
Puso en marcha la compañía Les Impuxibles  junto con su hermana. Además de trabajar en su propia música, ha realizado diferentes aportaciones: la música en los musicales "Mares i filles", "Homes foscos" y en la obra de teatro "Jane Eyre", el montaje del teatro de danza "Limbo", en el espectáculo de circo "Garbuix" y en la ópera de bolsillo "4Carmen".
En 2019, junto con el escritor y dramaturgo Marc Artigau, creó el musical Una habitació buida, interpretado por la compañía de teatro Llançat.  Consiste en una distopía futurista sobre el efecto de las tecnologías digitales en el día a día.

### Activismo
Peya, como activista feminista, reivindica la igualdad entre hombres y mujeres. En sus canciones homenajea a las mujeres y critica el amor romántico. Como lesbiana participó en el Festival de Cultura Lesbiana VisibLES en 2017 y 2019 y formó parte de un documental que denuncia la lesbofobia.

## Discografía
- Declaracions (2009)
- +Declaracions (2011)
- Tot aquest silenci (2012)
- Tot aquest soroll (2013)
- Espiral (2014)
- Mímulus (2015)
- Oceanes (2017)
- Estómac (2018)
- Analogia de l'A-mort (2019)
- Estat de larva (2020)
- Perifèria (2021)
- Corsé (2023)

## Premios
- 2019 Premio Nacional de Cultura, Consejo Nacional de la Cultura y las Artes (CoNCA).[18][19]
- 2018  Premio Enderrock al mejor disco del año por Estómac con el trabajo.[20]